# Yuri I
Yuri I je vrtulník poháněný lidskou silou z roku 1994, postavený týmem z Nihon Aero Student Group (NASG, Japonsko). 
Tento stroj je držitelem neoficiálního světového rekordu v délce trvání letu lidskou silou poháněného vrtulníku, 7. března 1994 se ve výšce 20 cm udržel 19,46 sekund a uletěl vzdálenost 9,95 m (pro uznání oficiálního světové rekordu musí stroj překonat dobu letu 60 sekund a dosáhnout výšky letu minimálně 3 metry nad zemí; oproti Sikorského ceně – viz níže – nemusí stroj v této výšce zůstat po celou dobu letu). 
Yuri I je v současné době vystaven v japonském Kakamigahara Aerospace Museum.

## Historie
V roce 1980 vypsala American Helicopter Society tzv. Sikorského cenu ve výši 250 000 dolarů pro konstruktéra z jakékoliv země (tým i jednotlivce), který sestrojí letu schopný vrtulník, který bude poháněn pouze lidskou silou. Tento stroj by se měl pro získání ceny udržet ve vzduchu ve výšce 3 metry nad zemí alespoň 60 sekund při vertikálním (kolmém) letu. Tyto podmínky zatím nikdo nesplnil a cena tedy nebyla udělena. Nejblíže splnění byl dosud právě Yuri I.

## Stavba stroje
10. prosince 1989 vzlétl na půdě kalifornské polytechnické univerzity stroj nazvaný Da Vinci III a ve výšce 20 cm se udržel po dobu 7,1 sekundy. V Japonsku je stavba letadel poháněných lidskou silou "národním sportem" zdejších technických univerzit, odpověď ze "země vycházejícího slunce" tedy na sebe nedala dlouho čekat. Tým z Nihon Aero Student Group vedený Dr. Akirou Naitem sestrojil během několika let 6 strojů různých koncepcí, pátý Yuri I byl z nich nejúspěšnější:
- A Day Fly (1985) – pilot zde seděl nad dvojicí protiběžných dvoulistých rotorů o průměru 20,2 metru.
- Papillon A (1988) – totožná koncepce jako předchozí stroj, pouze trochu upravená, průměr dvoulistých rotorů 19,6 m. Také nazýván "Papilon I".
- Papillon B (1989) – přestavěný předchozí model (A), rotory byly přestěhovány nad pilota, průměr dvoulistých rotorů opět 19,6 m. Také nazýván "Papilon II".
- Papillon C (1991) – nová koncepce, jediný dvoulistý rotor o průměru 24,0 metrů opět pod pilotem, po stranách pilota 2 vrtule pro vyrovnávání. Také nazýván "Papilon III".
- Yuri I (1994) – odlišná koncepce od předchozích, pilot seděl pod konstrukcí ve tvaru kříže, kde na každém konci byl dvoulistý rotor o průměru 10 metrů. Hmotnost stroje byla pouhých 38 kg a pilot měl jen 50 Kg. Díky svému tvaru (připomínajícímu tvar květu) dostal název Yuri, který znamená "Lilie".
- Yuri II (1998) – zde byl jediný trojlistý rotor nad pilotem, úspěchy předchůdce nepřekonal.

Yuri I se pod dohledem komisařů dne 7. března 1994 udržel 19,46 sekund ve výšce 20 cm a uletěl vzdálenost 9,95 m. Neoficiálně ovšem také při testování dosáhl letu trvajícího 24 sekund a výšky 70 cm.